# Obertraun
Obertraun is een gemeente in de Oostenrijkse deelstaat Opper-Oostenrijk, gelegen in het district Gmunden (GM). De gemeente heeft ongeveer 800 inwoners.

## Geografie
Obertraun heeft een oppervlakte van 88 km². Het ligt in het centrum van het land. De gemeente ligt in het zuiden van de deelstaat Opper-Oostenrijk, niet ver van de deelstaten Stiermarken en Salzburg.

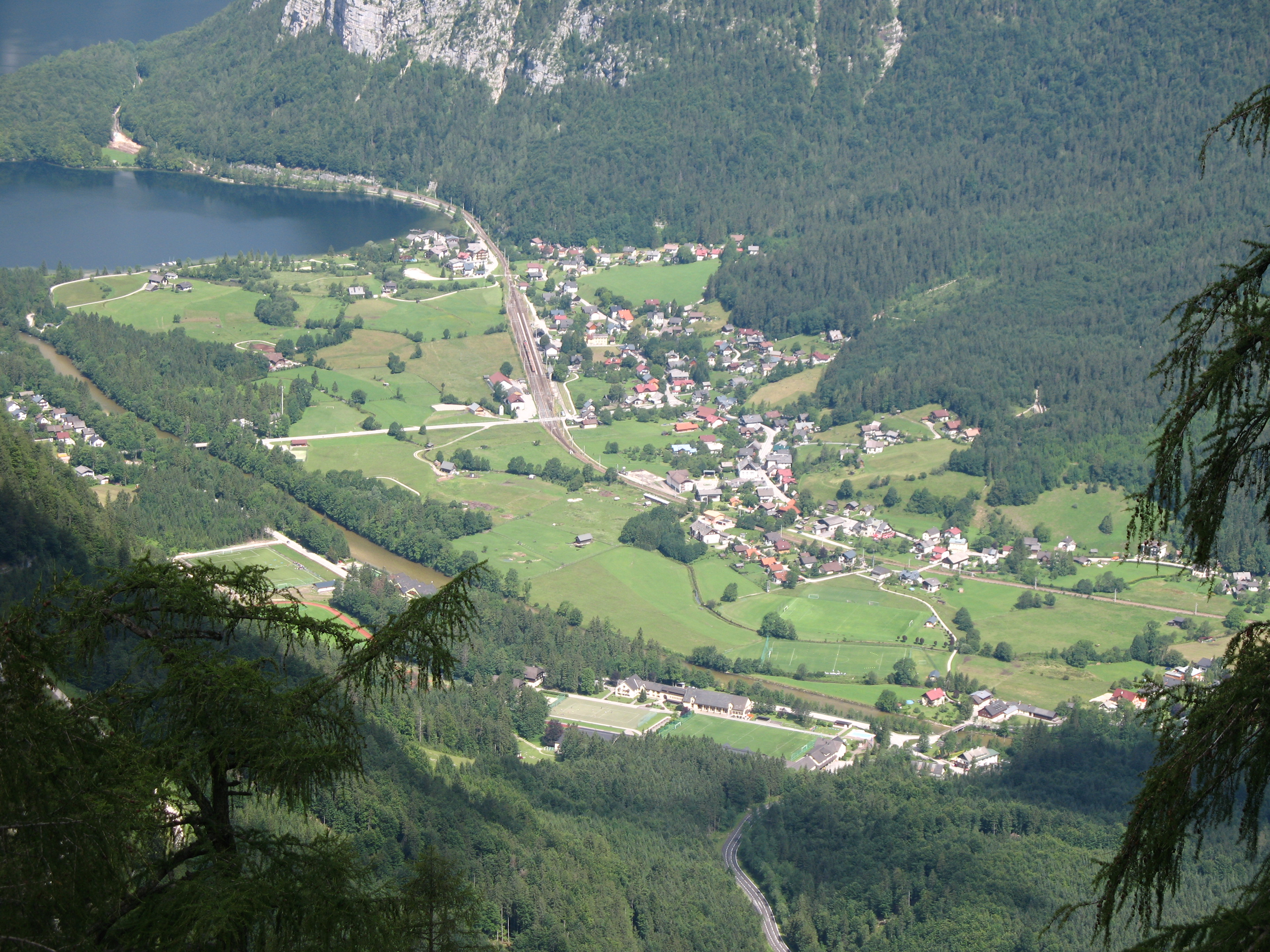
Obertraun, blik vanaf de Hoher Dachstein
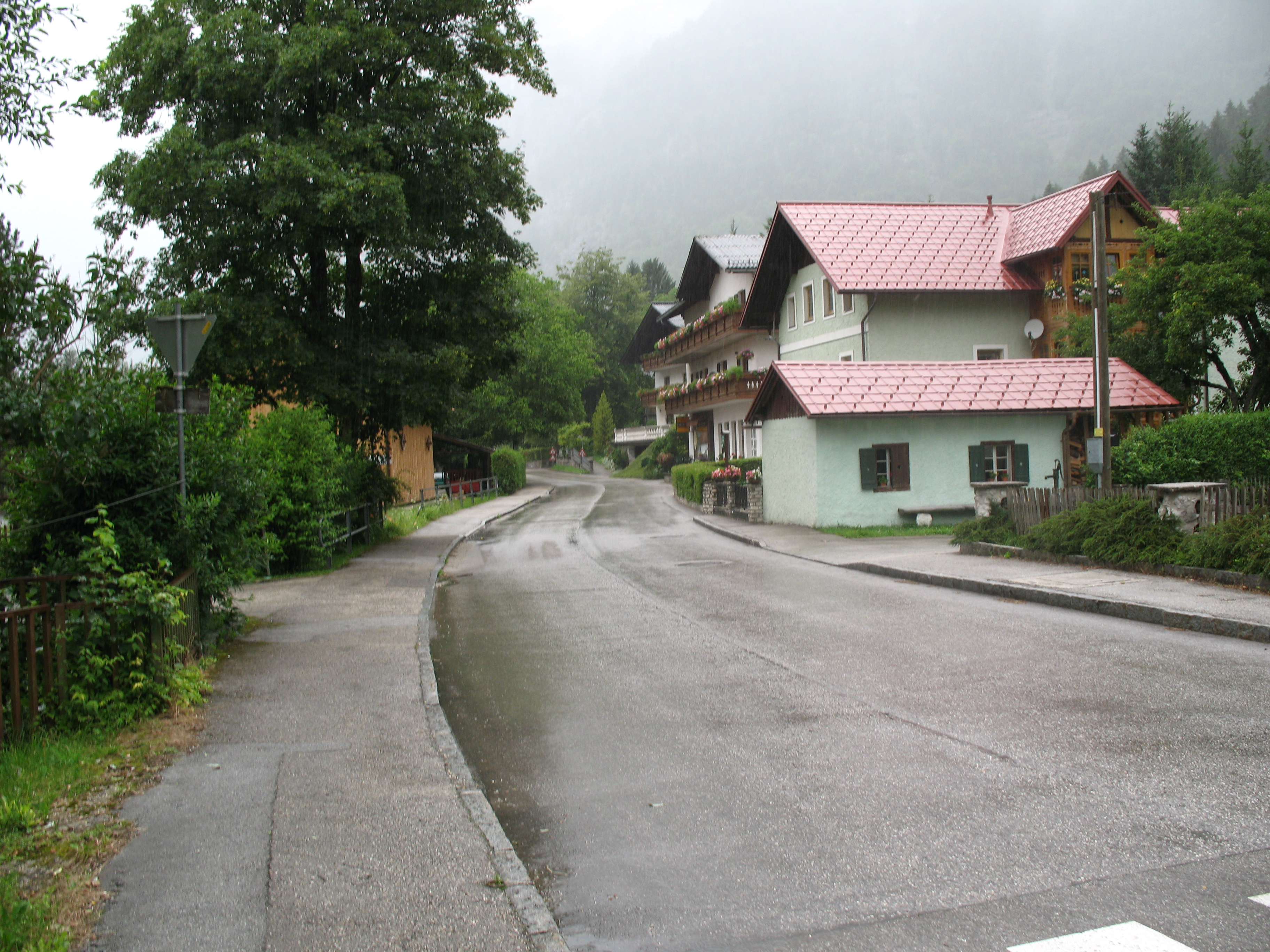
Hallstätterseestrasse
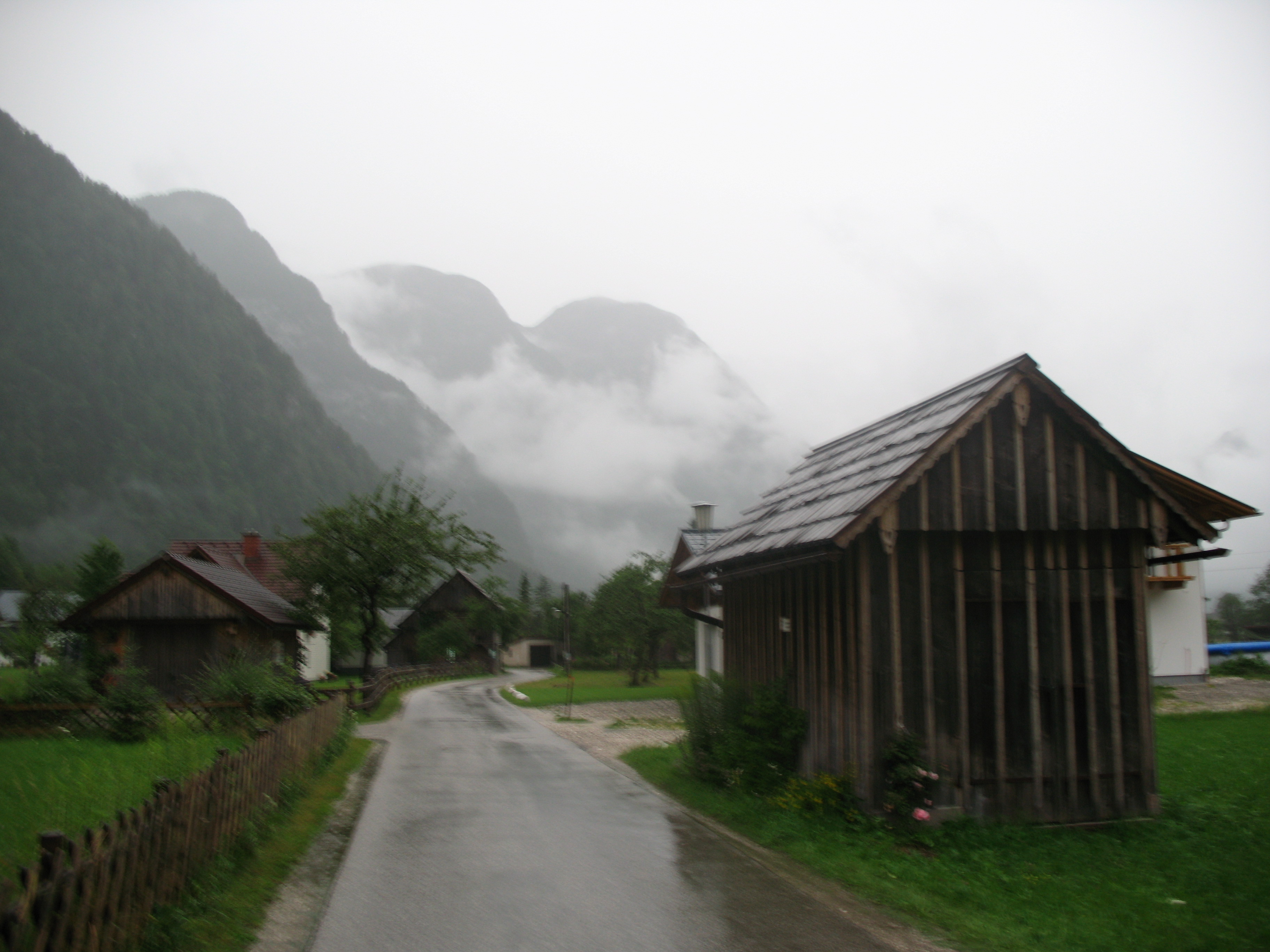
Obertraun
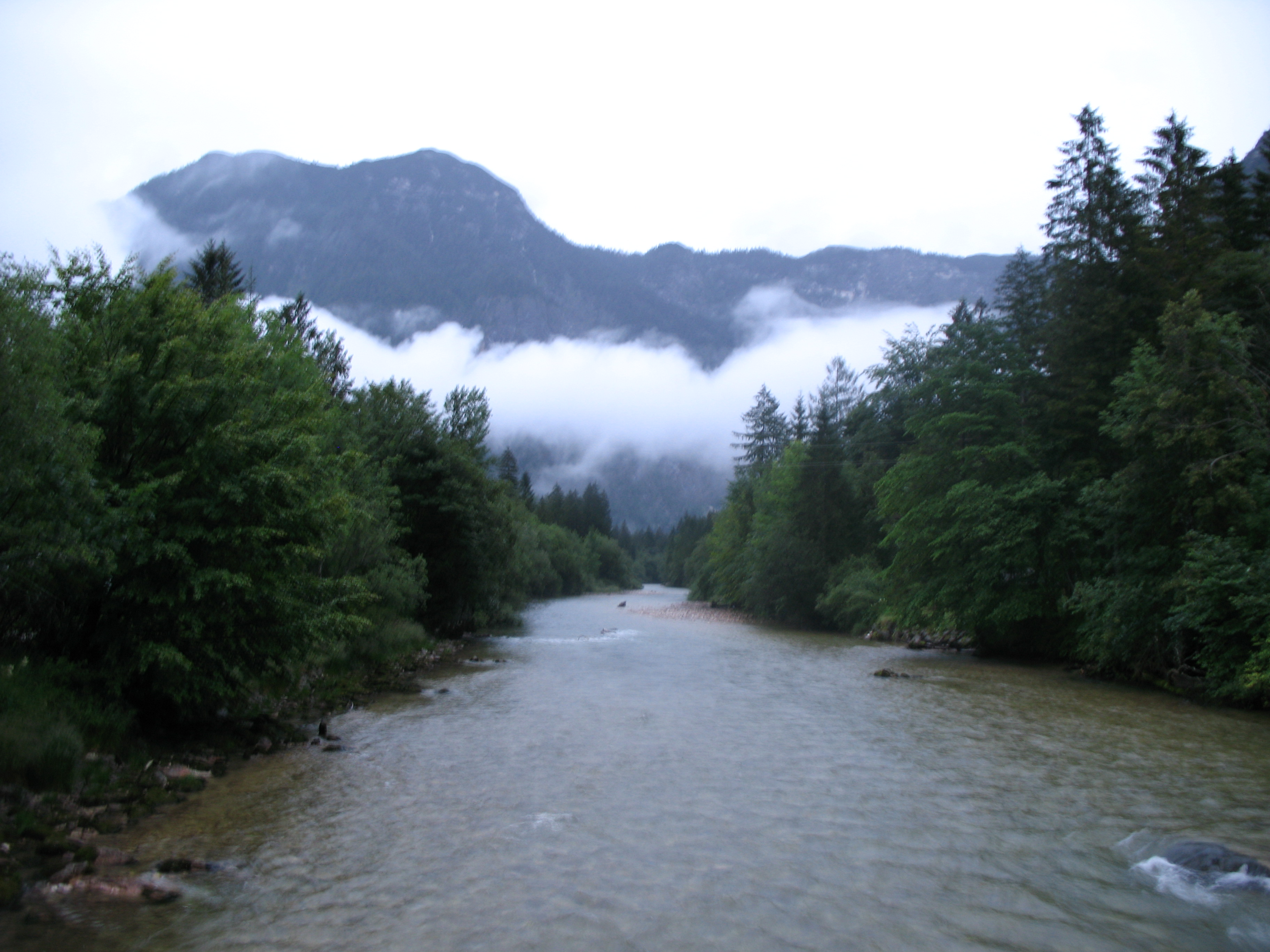
Obertraun
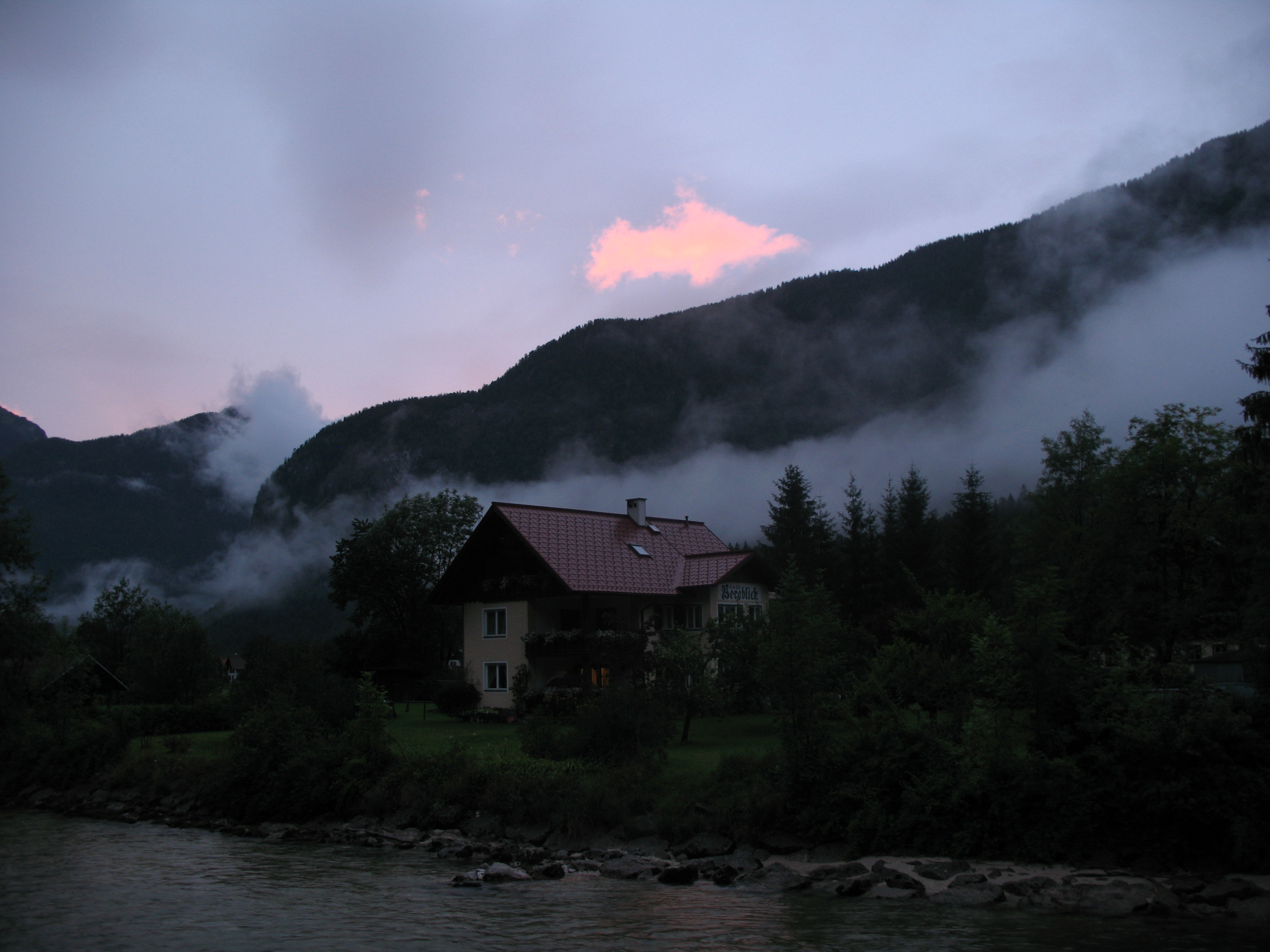
Obertraun
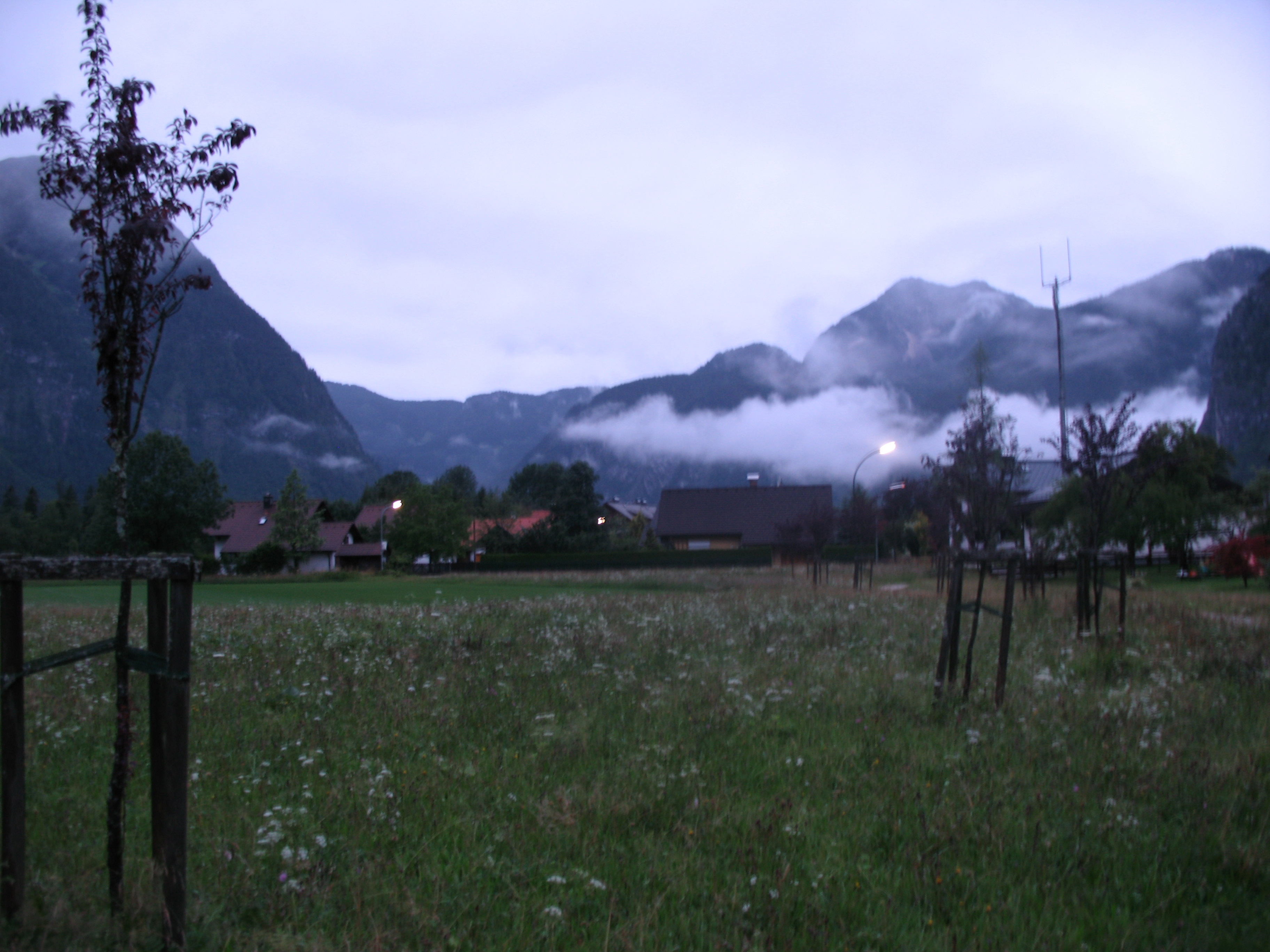
Obertraun
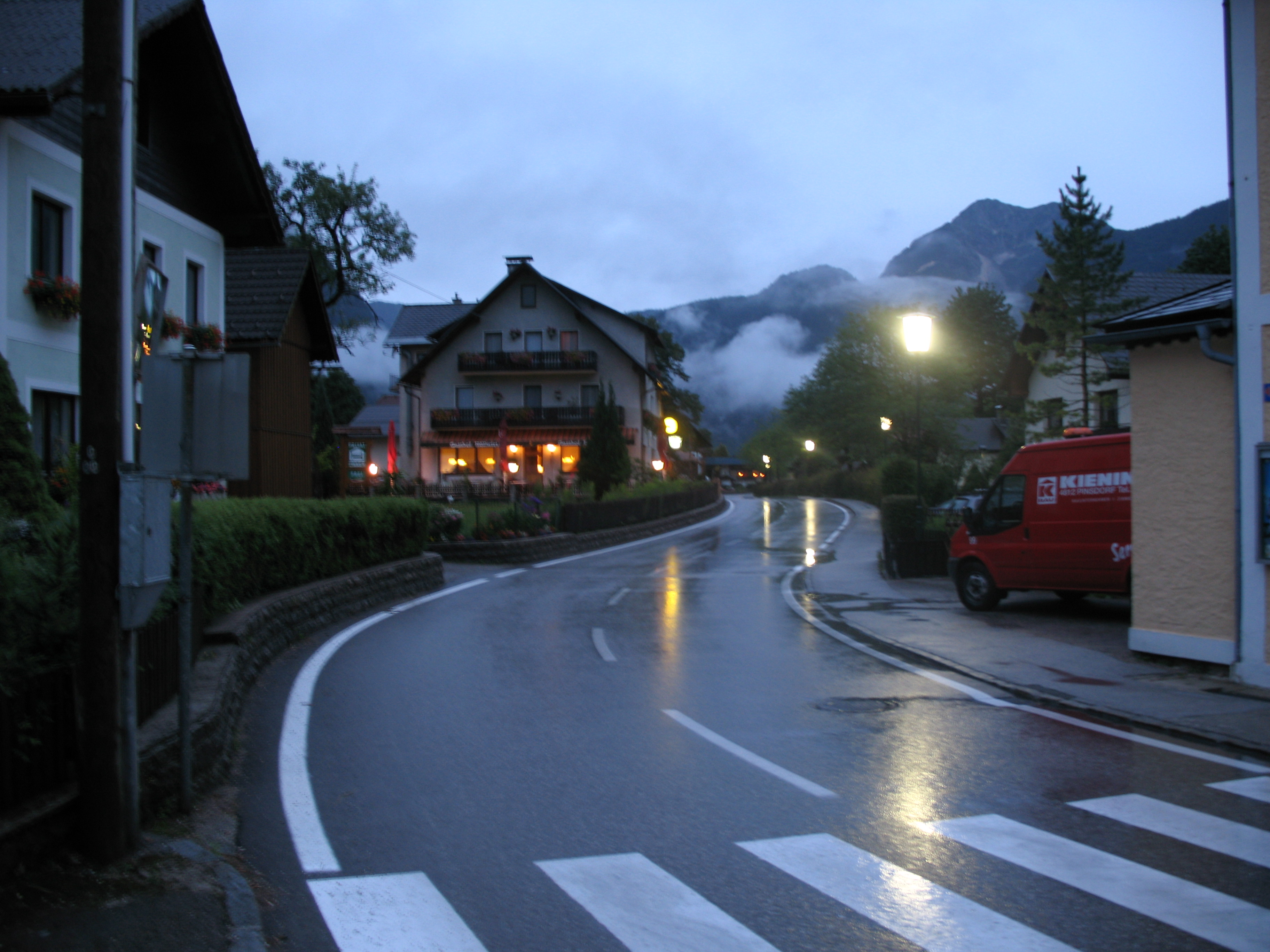
Obertraun
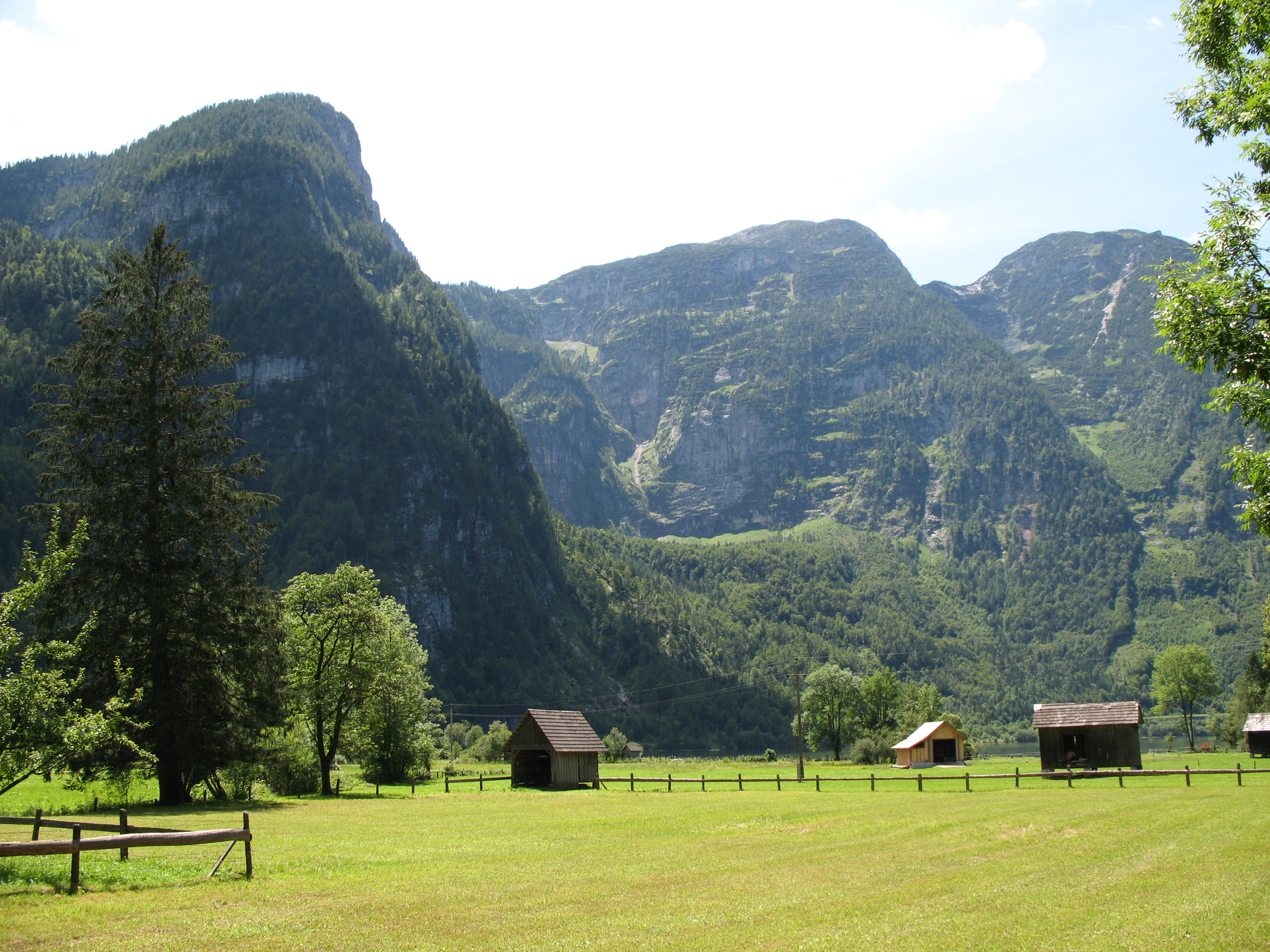
Winkler-Traunweg
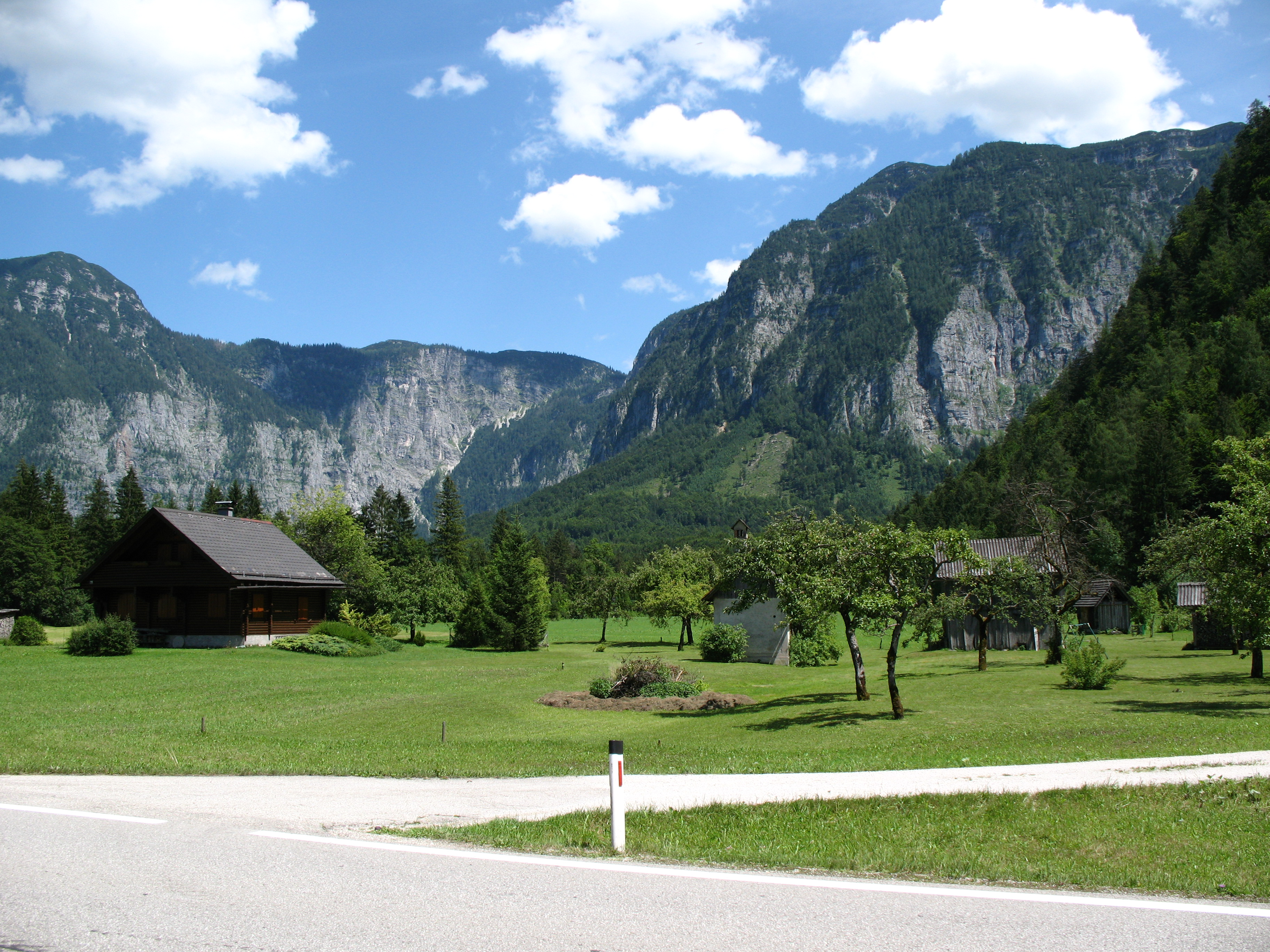
Hallstätterseestrasse
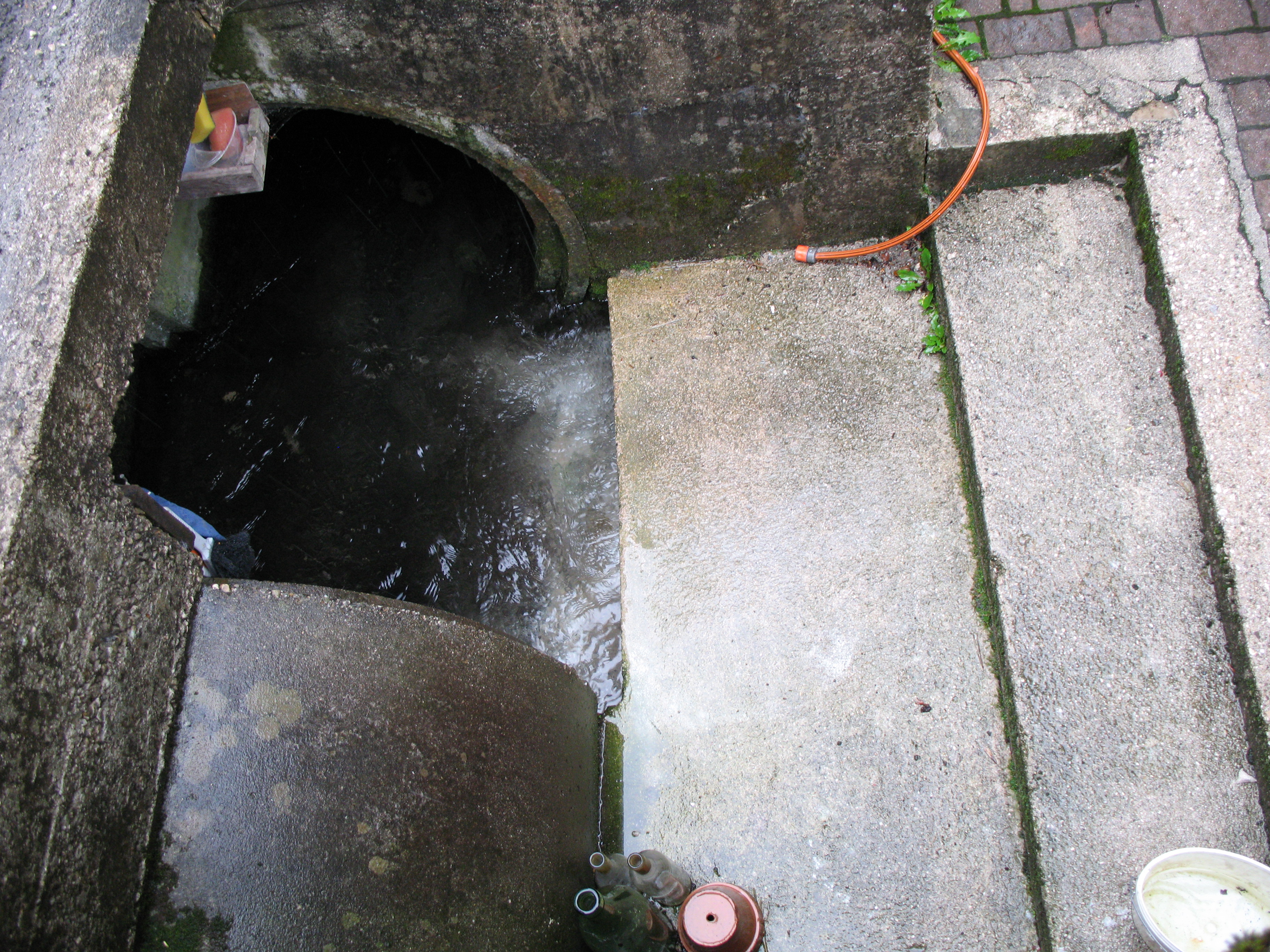
Oppervlaktewatersysteem

Altmünster · Bad Goisern am Hallstättersee · Bad Ischl · Ebensee am Traunsee · Gmunden · Gosau · Grünau im Almtal · Gschwandt · Hallstatt · Kirchham · Laakirchen · Obertraun · Ohlsdorf · Pinsdorf · Roitham am Traunfall · St. Konrad · St. Wolfgang im Salzkammergut · Scharnstein · Traunkirchen · Vorchdorf
- Gemeinsame Normdatei: 4527239-6
- Library of Congress Control Number: n92025006
- Nationale Bibliotheek van Tsjechië: ge765105
- Nationale Bibliotheek van Israël: 987007567702705171
- Virtual International Authority File: 124476687
- WorldCat: E39PBJfGVJBbpqHqMtYYBHcF8C